# Petiniotia purpurascens
Petiniotia purpurascens är en korsblommig växtart som först beskrevs av Pierre Edmond Boissier, och fick sitt nu gällande namn av Jean Joseph Gustave Léonard. Petiniotia purpurascens ingår i släktet Petiniotia och familjen korsblommiga växter. Inga underarter finns listade i Catalogue of Life.